# 掛鐘美人圖
掛鐘美人圖（日语：／ Hashiradokeibijinzu），是日本浮世繪畫家西川祐信（1671～1750）的作品，於18世紀前半的江戶時代所繪，為絹本著色，共一幅，尺寸為88.3cm x 31.4cm，現藏於東京國立博物館。
此畫為肉筆浮世繪（手繪而成），是日本浮世繪美人畫的經典範例之一，描繪著一位雙頰豐腴的女子側著身軀調整懸掛在柱子上的時鐘的身姿。

## 背景
浮世繪，為日本江戶時期（1603~1868）以市民為訴求對象而產生的畫種，其「浮世」二字依照淺井了意於《浮世物語》中的說法為具有活在當下、輕鬆無憂且隨波逐流的涵義，而這樣的名稱在後來也拿來指江戶時期以日常生活為主旨包含美人、演員、風景等各式各樣的畫作。
一開始浮世繪以手繪為主，稱為肉筆浮世繪，後來為因應大量生產需求，在十七世紀末後，改以版畫為主，而版畫浮世繪也幾乎成為浮世繪的代表。
版畫一開始只以墨色印刷，日文稱墨摺（日语：墨摺），接著又出現了在墨線中以筆添加朱、紅等顏色，日文稱作丹摺（日语：たんえ）、紅摺（日语：べにえ），之後，畫師試著讓作品套印上紅色、黃色及草綠色，這則被稱為「紅摺繪」，後來，在圖畫月曆(日文稱繪曆)的盛行下，版畫製作技術達到高峰，於1765年出現了多色套印的版畫作品-錦繪（日语：にしきえ），後世將此技術歸功於江戶時代中期的浮世繪畫家鈴木春信。
江戶時代的藝術成就歸功於繁榮的庶民文化，而相較於熱鬧繁榮的江戶，京都則呈現出古典優雅的傳統兼融東西文化之美，而此畫則彰顯出了京都浮世繪的特色魅力。

## 內容
畫的背景以金色呈現，畫中，一位雙頰豐腴、細眉眼小口且頭上插著兩個髮簪的女子側著身軀調整懸掛在柱子上的時鐘的錘掛，女子身上穿著華麗的和服，未露出右腳，和服花紋以紅、褐、藍三色的幾何色塊紮染許多的白色圓點為主，再加上花和枝葉作為陪襯，和服腰帶為褐色，在柱子上方的金色時鐘，時鐘以半圓罩加上長方形盒的幾何構造組成，底下有長長的錘掛，而時鐘刻度以地支作為時間的標示，黑色調呈現，時鐘中心以紅色調呈現配合金色的五瓣花紋，在女子腳邊則有一燈籠立台，燈籠立台旁有一灰色色塊，上面有三個小小的藍色幾何圖樣，而畫的右下題有西川右京祐信畫之並留印。

## 分析
1. 畫中女子身上的華麗和服，其花紋展現當時日本服飾創新的圖案設計，使得整幅圖畫在典雅中夾雜著新穎的視覺表現。
2. 畫中女子調整時鐘反映出西方物質在日常生活中所添加的多樣面貌。
3. 畫中時鐘刻度並非以阿拉伯數字呈現，而是以地支作為時間標示，而日本將這種有別於西方計時的時鐘就稱為「和時針」。
4. 在種類上，以鐘擺作用的不同可分為掛時針、櫓時針、台時針等，而畫中的時鐘可見其下方長長的錘掛，這即為所謂的掛時針。
5. 此畫的簡潔線條、優雅美人、精緻裝飾彰顯出不同於江戶浮世繪的京都浮世繪魅力。

## 對比
在鈴木春信的《私語》中，也出現了同《掛鐘美人圖》的時鐘造形，但不同的是，《私語》中的時鐘並無長長的錘掛，而是放在一座基臺之上，而這類型的時鐘，則被稱作「櫓時針」。
鈴木春信所描繪的人物風格，多見其纖腰細手，再配上恬淡的臉部表情，表現出年少的純情模樣，而《私語》這件畫作即為如此，畫作裡以屋舍的一角為背景，描繪其空間場景，如水池、石燈等等，而畫中的兩位美人則坐在屋前的矮臺上，靠著身子，表現說悄悄話的模樣，而時鐘則靠在美人後方的拉門旁。
除了時鐘的不同外，《私語》和《掛鐘美人圖》對比還有在《私語》中的美人，其和服花紋不如《掛鐘美人圖》的美人和服花紋來的幾何，而是以簡單的線條或植物花紋呈現，而美人的身姿則較《掛鐘美人圖》的美人來的纖細柔美，更重要的是此幅畫透過美人交談、時鐘和小蟲等物的呈現，讓此畫彷彿產生了聲音般的錯覺。

## 外部連結
- 東京國立博物館 （页面存档备份，存于）
- 日本美術之最-東京、九洲國立博物館精品特展